# Стивън Езе
Стивън Езе (на английски: Stephen Eze; роден на 8 март 1994 г.) е нигерийски футболист, който играе като защитник за Джамшедпур.

## Биография
Езе започва професионалната си кариера в Лоби Старс. Той играе редовно по време на два сезона, преди да премине в Съншайн Старс през септември 2014 г. 
След два сезона със Съншайн, Езе се присъединява към Ифеани Убах, където печели Суперкупата на Нигерия в началото на 2017 година.
На 9 ноември 2017 г. Езе се присъединява към Кано Пиларс.
Два месеца по-късно, на 18 януари 2018 г., Езе се присъединява към клуба на Българската Първа лига „Локомотив Пловдив“, като подписва двугодишен договор.  На 18 февруари 2018 г. дебютира за „Локомотив“, влизайки като резерва на мястото на Асен Георгиев срещу Пирин Благоевград.  Още в първия си сезон извън Нигерия футболистът печели първата в историята на Локомотив (Пловдив) Купа на България, като има голям принос за чистата мрежа при победата с 1:0 на финала срещу градския съперник „Ботев“.

### Международна кариера
Езе е част от 23-мата играчи на „Б“ отбора на нигерийските „супер орли“, който играе в Caf CHAN 2016, воден от треньора Съндей Олисех. Езе изиграва всички мачове от груповата фаза, но отборът отпада в първия елиминационен кръг. Неговото представяне му спечелва покана и за „А“ отбора на „супер орлите“.
През май 2018 г. той е обявен като част от предварителния отбор от 30 играчи на Нигерия за Световното първенство през 2018 в Русия.  Въпреки това, той не попада в списъка с окончателните 23. 

## Отличия
Ифеани Убах
- Суперкупа на Нигерия: 2017

Локомотив (Пловдив)
- Купа на България: 2019